# Holden's Brewery Ltd
Holden's Brewery Ltd är ett bryggeri i Dudley, West Midlands, Storbritannien. Bryggeriet invigdes på 1920-talet.

## Exempel på varumärken
- Black Country Mild
- XB
- Golden Glow